# Lycaste xytriophora
Lycaste xytriophora är en orkidéart som beskrevs av Jean Jules Linden och Heinrich Gustav Reichenbach. Lycaste xytriophora ingår i släktet Lycaste och familjen orkidéer. Inga underarter finns listade i Catalogue of Life.

## Bildgalleri

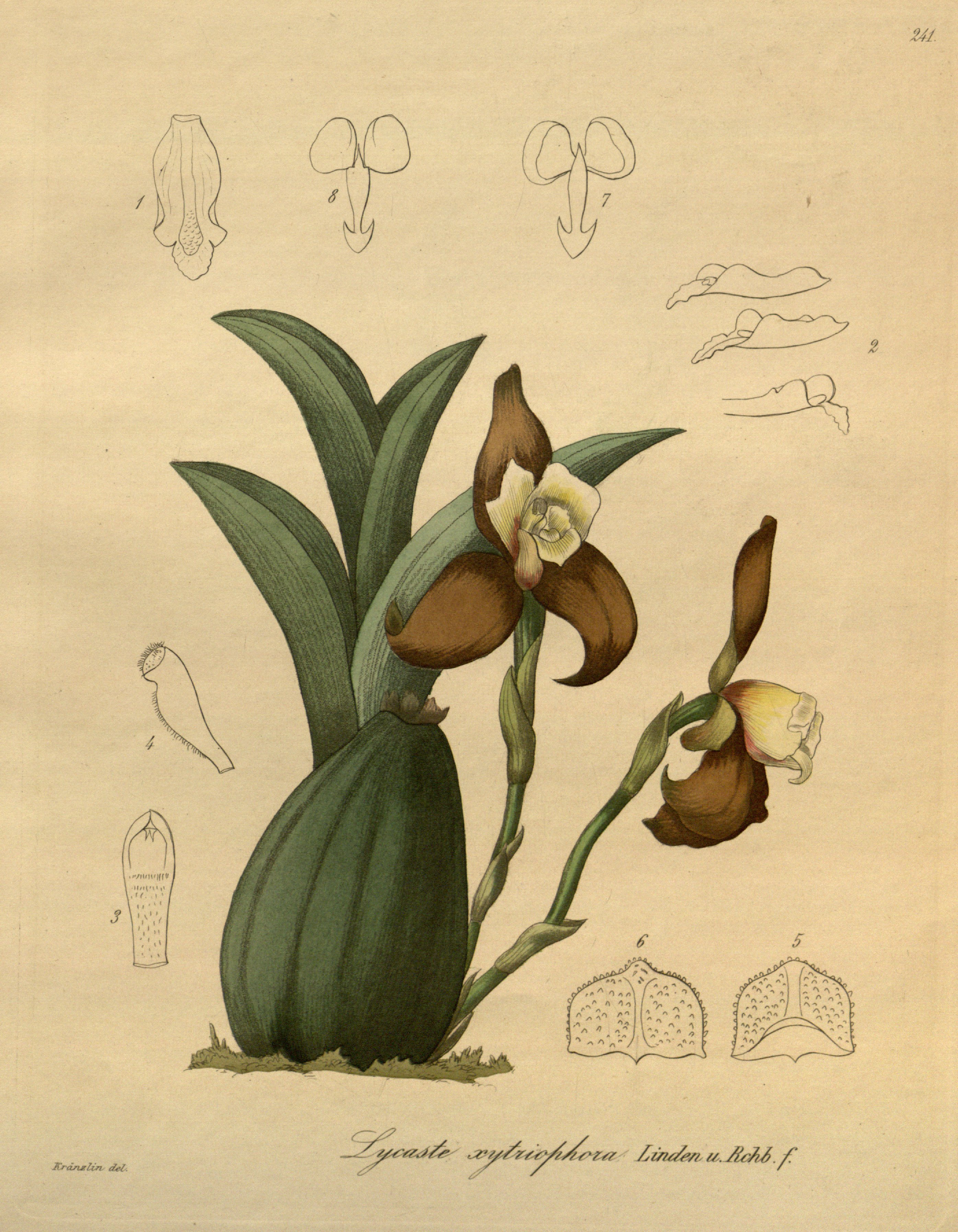